# Anermolen
De Anermolen in het Overijsselse Ane (gemeente Hardenberg) is een in 1864 gebouwde korenmolen, die een eerdere, uit 1858 daterende molen op dezelfde plaats verving. Het is een beltmolen waarvan de bovenbouw bestaat uit een achtkante, met riet gedekte, houten molen met stenen veldmuren. In het midden van de 20e eeuw raakte de molen in verval en in 1978 kocht de gemeente Gramsbergen de molen, die op dat moment niet veel meer was dan een romp met kap. In 1981 werd de molen gerestaureerd. Dit jaartal is aan de zuidkant van de Anermolen in het riet aangebracht. In de molen bevinden zich twee koppels maalstenen, waarvan de steenspil is versierd met prinsjeswerk. De molen heeft een voeghoutenkruiwerk dat zo zwaar loopt dat een elektromotor is geïnstalleerd om te kunnen kruien. Tegenwoordig wordt in de molen, die eigendom is van de Stichting De Aner Molen, graan gemalen op vrijwillige basis. De Anermolen is op zaterdagen van 13:00 tot 16:00 en op afspraak te bezichtigen.

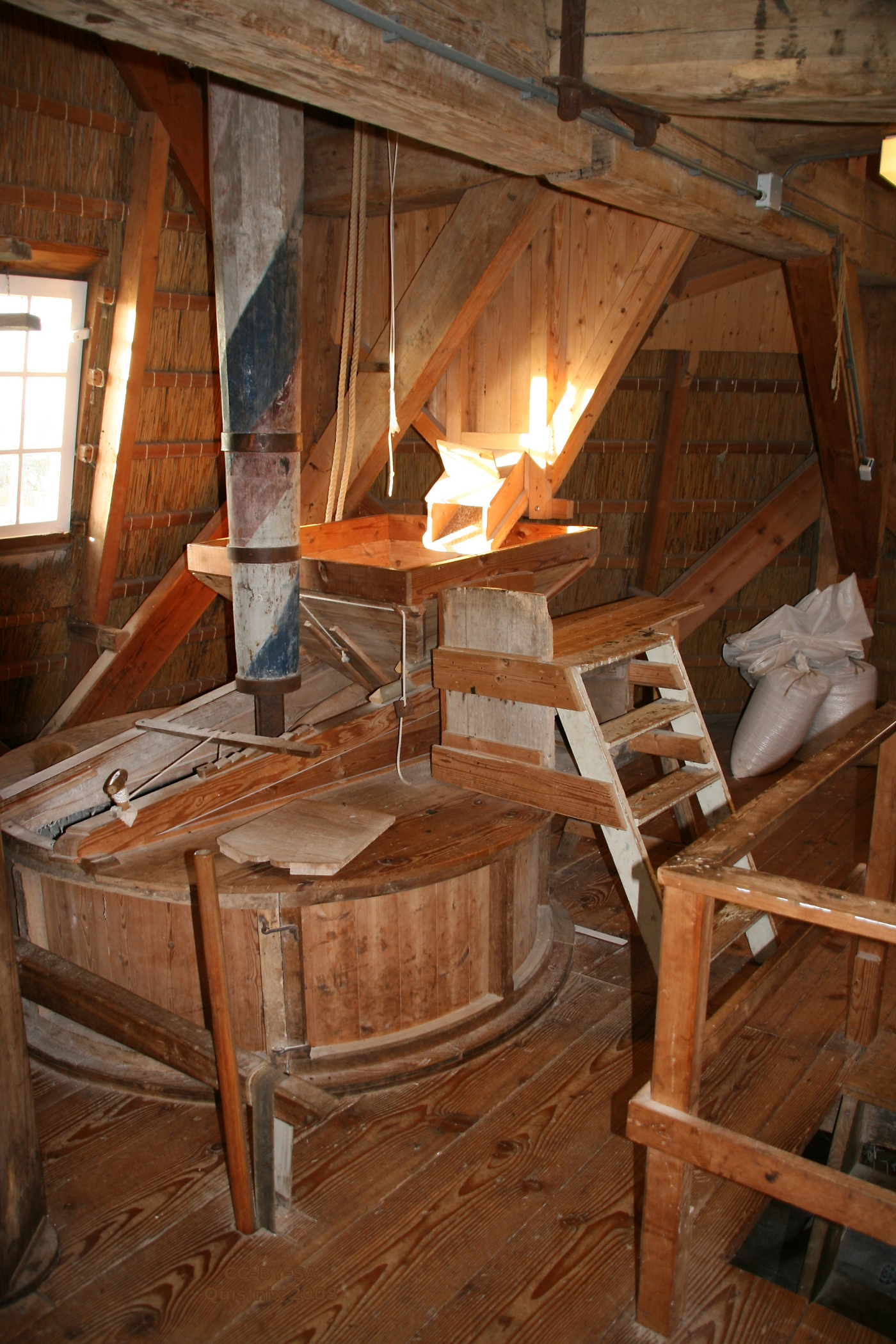
een van de twee steenkoppels in de Anermolen